# Südliche Buntschrecke

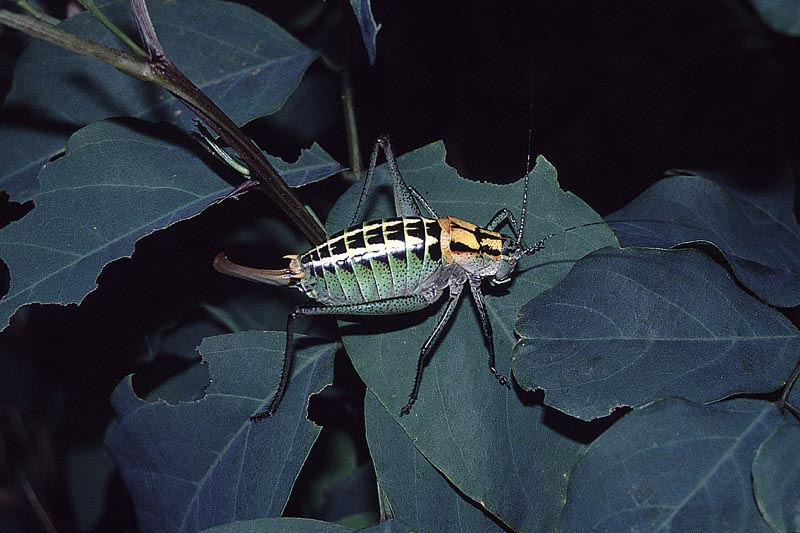
Weibliche Südliche Buntschrecke

Die Südliche Buntschrecke (Poecilimon ornatus), auch Große Buntschrecke genannt, ist eine Langfühlerschrecke aus der Unterfamilie der Sichelschrecken innerhalb der Überfamilie der Laubheuschrecken.

## Merkmale
Die Südliche Buntschrecke ist kräftig gebaut. Ihr dicker Hinterleib läuft spitz zu, der Thorax ist sattelförmig nach hinten verlängert. Vor allem beim Männchen ist letzteres Merkmal stark ausgeprägt. Die Fühler sind etwa so lang wie der Körper. Die Unterschenkel aller Beinpaare tragen kleine Stacheln. Die Flügel sind beim Männchen winzig und gelbbraun, beim Weibchen sind sie nicht zu sehen, sondern werden vom Thorax verdeckt. Die dunkle Zeichnung variiert stark. Die Grundfärbung ist hellgrün. Über die Hinterleibsseiten verläuft je ein helles Band waagerecht und auf den einzelnen Segmenten je eine dunkle Binde. Auf dem Halsschild befinden sich beim Männchen gelbe Partien, die oft dunkel umrahmt sind. Die obere Kopfhälfte und die Außenseiten der Beine sind von schwarzer bis dunkelgrauer Farbe. Die Körperseiten sowie die Schenkel-Innenseiten tragen dunkle Punkte.

## Lebensweise und Verbreitung
Die Südliche Buntschrecke bewohnt vorwiegend feuchte, stark bewachsene Wiesen, sie ist aber auch auf Alpenmatten und in trockenem Ödland zu finden. Sie kommt in Höhenlagen von bis zu 1800 Metern vor. Individuen aus größerer Höhe sind in der Regel nicht so auffällig gefärbt wie ihre Artgenossen in den Tälern. Das Verbreitungsgebiet erstreckt sich von Mazedonien über Serbien und Montenegro, Bosnien und Herzegowina, Slowenien und Kroatien bis nach Norditalien. Der Gesang besteht aus kurzen hohen Tönen. Die Imagines treten von Mai (oder etwas später) bis September auf.